# 纳斯尔丁

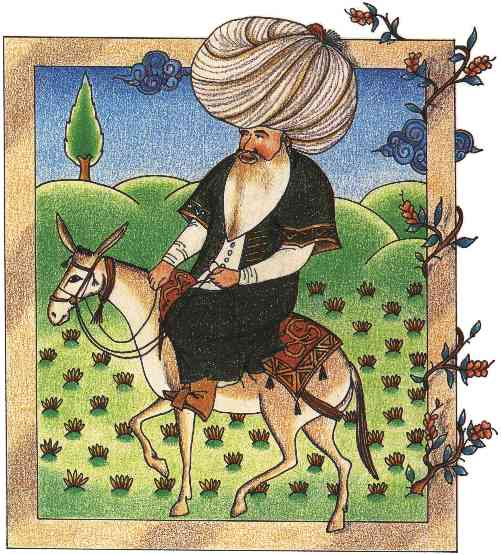
17世紀的纳斯尔丁像，現收藏於托卡比皇宮博物館。中国流行文化中的阿凡提为新疆维吾尔族中年男性形象，与之大相径庭，但同样骑驴。

纳斯尔丁（維吾爾語：نەسىرىدىن‎，拉丁维文：Nesiridin，波斯语: ملا‌نصرالدین，阿拉伯语：‎，羅馬化：Naṣr al-Dīn，直译：宗教的胜利），阿拉伯世界称朱哈（阿拉伯语：‎，羅馬化：juḥā）:16，相传生活于13世紀的土耳其，是一位在西起摩洛哥，东到中国新疆诸民族，伊斯兰教世界中的传说人物。
各地文化中常见大智若愚、才辩超群的智者形象，亦有相反的形象。在他以智者形象出现的文化中，常用智者、导师的头衔来称呼他，如那速列丁、纳斯尔丁·阿凡提、纳斯尔丁·霍加、毛拉·纳斯尔丁等:15—16。某些宗教史论，把他归入流行伊斯兰世界的‘托钵僧团’- 德尔维希（波斯語：‎）旋舞修会。

## 生平
是否确有其人，以及此人活动地区，生卒年月俱已不可考。阿拉伯世界的朱哈相传是10世纪、阿拉伯帝国阿拔斯王朝时代的人物:16。
据一般的推测，他可能是在11世纪到14世纪之中的某段时间活跃在波斯或者安纳托利亚。土耳其文化中的霍加·纳斯尔丁，传说他安葬在土耳其南方的阿克謝希爾城，还有一座陵墓据称是纳西鲁丁之墓。当地新婚夫妇会来此拜谒，以免夫妇关系破裂:15—16。
在乌兹别克斯坦的布哈拉，也有一座他的雕塑，形象是倒骑毛驴的中年男子。在巴库和大不里士，据说也发现了以他的名字撰写的游记。

## 故事
许多纳西鲁丁的故事都富有深意，类似于禅宗的公案，因此伊斯兰教中的神秘主义苏菲教派经常使用纳西鲁丁的故事作为案例宣讲教义。另外，亦有不少故事內容帶有低下階層向貴族或宗教領袖如巴依、阿訇挑戰的意味。
納斯雷丁的故事在整个中东都很闻名，并且对世界文明都产生了影响。从表面上看，大部分納斯雷丁的故事都是笑话或者幽默轶事。它们在亚洲的茶馆和商隊驛站中被无止尽的口口相传。但其固有之处在于，纳赛尔丁的故事可以有很多层次的不同理解。笑话中伴随着道德和一点潜在的神秘意识从而得以实现。

## 在中国

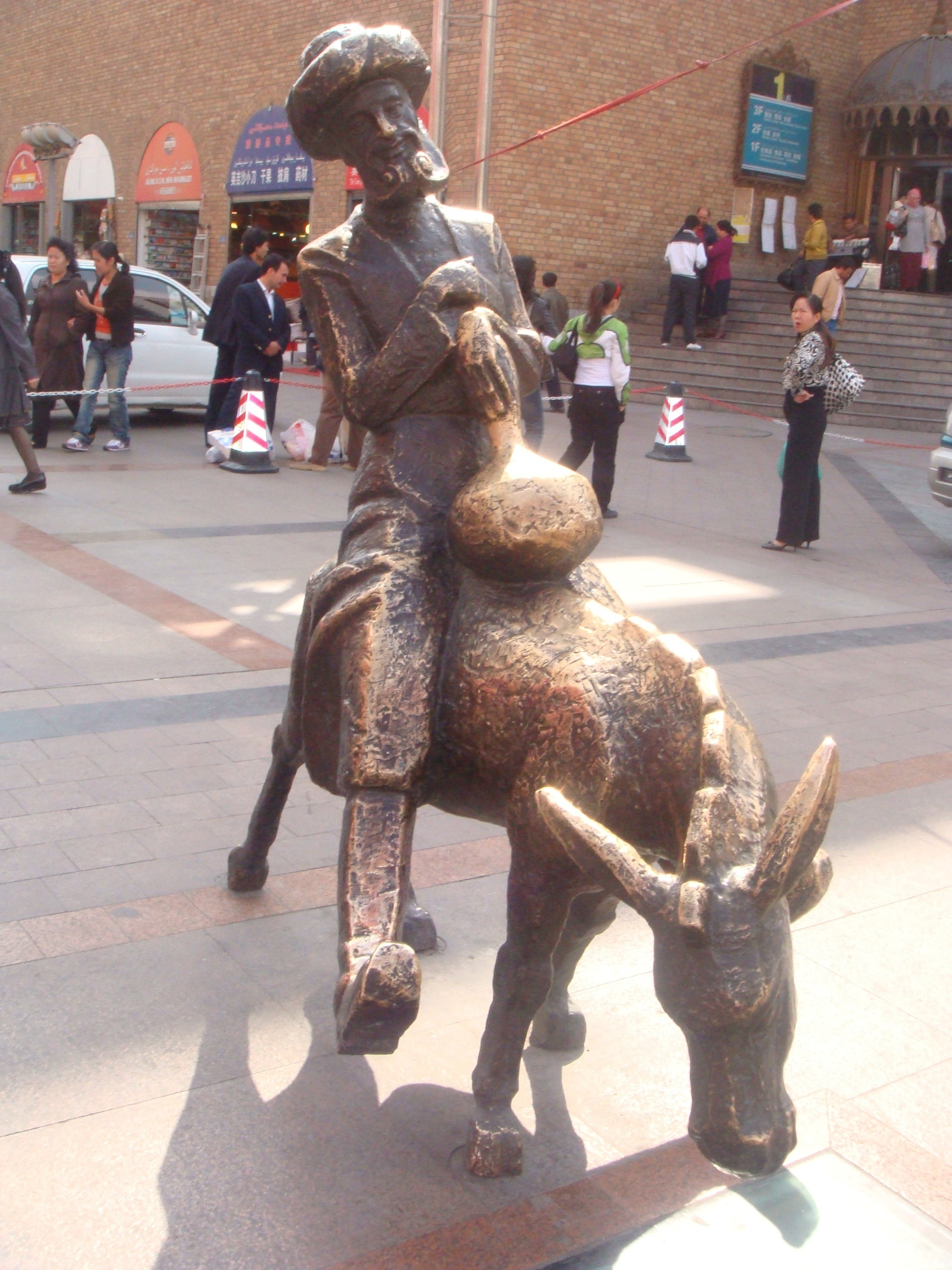
位于新疆乌鲁木齐国际大巴扎的阿凡提雕塑

在中国新疆维吾尔、哈萨克、乌孜别克、柯尔克孜、塔吉克五个少数民族中，阿凡提是得到广泛传播的民间文学人物。但有数位研究者指出至中华人民共和国建国初期，这一文化形象并未进入汉语世界。1955年《民间文学》杂志七月号首次介绍:51:14、李元枚选译《纳斯尔丁·阿凡提的故事》（10则）后，“阿凡提形象才真正进入汉语世界”。1958年，上海文化出版社出版赵世杰编译的《阿凡提故事》（最早的单行本）。1959年，作家出版社出版《阿凡提故事》。1963年，新疆人民出版社出版穆罕穆德·伊明等编译的《纳斯尔丁·阿凡提的故事》。文革时，此书受到批判。新疆人民出版社在1978年出版赵世杰等编译的《阿凡提故事》。1980年出版哈吉艾海买提编译的维吾尔文版本。1981年，中国民间文艺出版社出版戈宝权主编的《阿凡提的故事》，收录笑话393则，是当时收录最全面的一部阿凡提故事书籍:51。此外，多家出版社还出版过不同版本的，藏文、蒙文、哈萨克文、朝鲜文等译本。
当时，阿凡提与蒙古族的巴拉根仓、藏族的阿古登巴做为中国少数民族民间机智人物代表一同被引介，但仅阿凡提被中国民众熟知。数位研究者认为原因是上海美术电影制片厂于1979至1988年制作的系列动画电影《阿凡提的故事》的成功:51。片中，阿凡提“新疆维吾尔族中年男性”的形象被中国民众接受:14。此后，有多种以阿凡提为主角的作品出现。1980年，北京电影制片厂拍摄电影《阿凡提》，同一时期中央歌剧院歌剧《第一百个新娘》上演，人民音乐出版社也出版了该题材的连环画，阿凡提的智慧故事还被收入小学语文课本。后中央电视台拍摄情景喜剧《超级聪明阿凡提》，宁波民和影视动画公司制作动画片《少年阿凡提》等，皆为阿凡提创造了丰满且完整的文化形象，亦使中国民众误认为阿凡提是起源自中国新疆地区的智慧人物代表:14—16。
在金庸長篇小說《書劍恩仇錄》中，亦有一小段講述陳家洛至回部，遇到阿凡提的故事情節。

## 相關作品
- 动画短片系列《阿凡提的故事》，共14集，中国大陆，1979至1988年
- 电影《阿凡提》，中国大陆，1980年
- 电影《阿凡提二世》，中国大陆，1991年
- 电视剧《纳斯尔丁·阿凡提》，中国大陆，2004年
- 儿童电视剧《超级聪明阿凡提》，共25集，中国大陆，2010年
- 动画剧集《少年阿凡提》，共四季104集，中国大陆，2012年
- 动画短片《阿凡提新传之不听话的狗》，中国大陆，2012年
- 儿童电视剧《驴友阿凡提》，共26集，中国大陆，2013年
- 动画剧集《老小阿凡提》，共6集，中国大陆，2013年
- 动画电影《阿凡提之奇缘历险》，中国大陆，2018年
- 小说《发现阿凡提》（上/下）：（前苏联）索洛维耶夫·列昂尼德·瓦西里耶维奇著，新疆青少年出版社
- 漫画《阿凡提故事COMIC版》：李强编绘，新疆青少年出版社
- 图书《阿凡提》：中国民间故事研究会编著，春风文艺出版社
- 图书《阿凡提一家》系列：上海阿凡提卡通艺术有限公司编绘，上海外语教育出版社
- 图书《阿凡提和小毛驴》系列：上海阿凡提卡通艺术有限公司编绘，复旦大学出版社
- 图书《阿凡提的故事全集》：上海美术电影制片厂著，王亚洲编，南方出版社
- 歌剧《第一百个新娘》：王世光、蔡克翔作曲，中央歌剧院
- 儿童歌剧《阿凡提》：韩剑光编剧，唐梋梋导演，印倩雯作曲，国家大剧院
- 儿童歌剧《阿凡提之真假阿凡提》：董妮编剧，毛尔南导演，宝宝作曲，国家大剧院
- 音乐《阿凡提的传说》（双千斤板胡与巴拉曼），士心、刘湘作曲